# Juan Eulogio Estigarribia
Juan Eulogio Estigarribia is een gemeente (in Paraguay un distrito genoemd) in het departement Caaguazú.
De gemeente telt 38.000 inwoners. De 1320 kilometer lange rivier Iguaçu stroomt door deze stad.

## Geboren
- Óscar Cardozo (20 mei 1983), voetballer